# Muriel Romero
Muriel Romero (geboren 1972 in Murcia) ist eine spanische Tänzerin und Choreografin. 2024 wurde sie als Direktorin der spanischen Compañía Nacional de Danza berufen.

## Karriere
Erste Schritte in spanischem und klassischem Tanz sowie musikalische Grundlagen lernte Muriel Romero bei Alicia Monteagudo Ros. Mit 11 Jahren trat sie in die nationale Tanzschule in Madrid unter Leitung von María de Ávila ein. Unter der Anleitung von Lola de Ávila bildete sie sich dort weiter. Sie setzt ihre Ausbildung im klassischen Tanz als freie Studentin fort und absolvierte alle Kurse mit Auszeichnung.
Im Alter von 16 Jahren wurde sie von der Compañía Nacional de Danza unter der Leitung von Maja Plissezkaja engagiert. Sie tanzte dort in bekannten Stücken wie Paquita von Marius Petipa, Les Sylphides von Michel Fokine und The Four Temperaments von George Balanchine. Im selben Jahr nahm sie am internationalen Ballett-Wettbewerb in Moskau teil. Dort gewann sie den Preis Michail Baryshnikov, den Preis der Kritik und den Preis des Publikums. Aufgrund dieser Auszeichnungen engagierte das Bayerische Staatsballett sie als Solotänzerin. 1993 wurde sie von der Deutschen Oper Berlin als Primaballerina engagiert. Darüber hinaus trat sie im Nationaltheater Mannheim auf und bei der Gala der Stars im Sankt Petersburger Mariinski-Theater. Zwei Jahre später kehrte sie zur Compañía Nacional de Danza zurück, nun unter der Direktion von Nacho Duato.
Ab dem Jahr 2000 arbeitete sie als Freie Künstlerin in Projekten mit La Ribot, Sasha Waltz, Cisco Aznar, Mateo Feijóo und dem Unterwegs Theater. Es folgten Engagements als Solistin beim Grand Théâtre de Genève und 2006 bis 2008 am Semperoper Ballett unter Leitung von Aaron Watkin.
2008 gründete sie gemeinsam mit Pablo Palacio das Instituto Stocos, ein interdisziplinäres Projekt, das Tanz, Musik, Mathematik, experimentelle Psychologie und künstliche Intelligenz miteinander verbindet. Viele seiner Kreationen wurden bereits auf Festivals in Europa, Amerika, Afrika und Asien aufgeführt. Zudem beteiligte sie sich an Tanzprojekten am Politecnico de Milano, an der Universität Genf und an der Coventry University.
Im Juli 2024 wurde sie als Direktorin der Compañía Nacional de Danza berufen. Sie ist die erste Frau in dieser Funktion. Ihr Vertrag ist auf fünf Jahre befristet.

## Auszeichnungen
- Mit 14 Jahren: Erster Preis für klassischen Tanz beim nationalen Wettbewerb der Stadt Barcelona.[3]
- Ein Jahr später Gewinn des Prix de Paris beim Wettbewerb Prix de Lausanne.[3]
- Mit 16 Jahren Preis Michail Baryshnikov, Preis der Kritik und Preis des Publikums beim internationalen Wettbewerb in Moskau.[3]
- 2021 Förderpreis für szenische Kunst der Academía de España en Roma.[3]